# Penointikara
Penointikara, u prijevodu  'jedači meda' , ili honey eaters; jedna od pet skupina šošonskih Bannock Indijanaca iz južnog Idaha. Skupina je dobila ime po vrsti prehrane kao i većina susjednog šošonskog stanovništva. Isti naziv nalazi se i kod Komanča koji glasi Penateka i istog je značenja.
Schoolcraft ih naziva Penointik-ara, Honey-eaters i Sugar-Eaters.